# 27 kwietnia
27 kwietnia jest 117. (w latach przestępnych 118.) dniem w kalendarzu gregoriańskim. Do końca roku pozostaje 248 dni.

## Święta
- Imieniny obchodzą: Anastazy, Bożebor, Felicja, Jakub, Jan, Józef, Kanizjusz, Marcin, Ożanna, Piotr, Teodor, Teofil, Tertulian, Tertuliana, Zyta i Żelimysł[potrzebny przypis].
- Finlandia – Dzień Weterana
- Holandia – Dzień Króla
- Katalonia – Dzień Montserrat
- Międzynarodowe:
  - Światowy Dzień Grafika, obchodzony od 1995 w rocznicę powstania Icograda
  - Światowy Dzień Rysunku Graficznego
- Republika Południowej Afryki – Dzień Wolności
- Sierra Leone – Święto Niepodległości
- Słowenia – Dzień Powstania Przeciw Najeźdźcy
- Togo – Święto Niepodległości
- Wspomnienia i święta w Kościele katolickim[1][2] obchodzą:
  - św. Józef Moscati (lekarz) (również 12 kwietnia)
  - bł. Maria Antonia Bandres (zakonnica)
  - bł. Mikołaj Roland (prezbiter)
  - św. Zyta z Lukki (dziewica)

## Wydarzenia w Polsce
- 1613 – Pożar zniszczył niemal całą zabudowę Gniezna.
- 1732 – Poświęcono kościół Narodzenia Najświętszej Maryi Panny w Warszawie.
- 1792 – Podpisano akt zawiązania konfederacji targowickiej.
- 1794 – Insurekcja kościuszkowska: zwycięstwo wojsk litewskich nad rosyjskimi w bitwie pod Niemenczynem.
- 1796 – III rozbiór Polski: Austriacy uroczyście przejęli rządy w Krakowie.
- 1848 – Wiosna Ludów: Austriacy zdławili zamieszki w Krakowie bombardując miasto z Wawelu, w wyniku czego zginęły 32 osoby (26-27 kwietnia).
- 1856 – W Teatrze Wielkim w Warszawie odbyła się polska premiera opery La Traviata Giuseppe Verdiego.
- 1889 – Odsłonięto pomnik Aleksandra II w Częstochowie.
- 1912 – Premiera filmu niemego Wojewoda.
- 1919 – Wojna polsko-bolszewicka: wojsko polskie zajęło Grodno, gdzie od 21 grudnia 1918 miał siedzibę rząd Białoruskiej Republiki Ludowej pod przywództwem Antona Łuckiewicza oraz stacjonowały białoruskie formacje wojskowe.
- 1940 – Reichsführer-SS Heinrich Himmler wydał inspektorowi obozów koncentracyjnych oberführerowi Richardowi Glüecksowi rozkaz założenia w Oświęcimiu obozu koncentracyjnego.
- 1941 – W miejsce Uniwersytetu Poznańskiego utworzono Reichsuniversität Posen.
- 1944 – Na północny wschód od Świnoujścia zatonął po wejściu na minę niemiecki okręt podwodny U-803. Zginęło 9 członków załogi, uratowano 36.
- 1947 – Po przerwie wojennej wznowiły działalność Międzynarodowe Targi Poznańskie.
- 1954 – Premiera filmu Celuloza w reżyserii Jerzego Kawalerowicza.
- 1956 – Sejm PRL przyjął ustawy: o amnestii oraz o warunkach dopuszczalności przerywania ciąży.
- 1960 – Doszło do starć w obronie krzyża w Nowej Hucie.
- 1981 – 14 osób zginęło w pożarze kombinatu gastronomicznego „Kaskada” w Szczecinie.
- 1990 – Polska ratyfikowała Konwencję wiedeńską o prawie traktatów.
- 1995 – Premiera filmu sensacyjnego Polska śmierć w reżyserii Waldemara Krzystka.
- 2005 – Prezes IPN Leon Kieres podał do publicznej wiadomości, że osobą, która w latach 80. inwigilowała i donosiła SB nt. Karola Wojtyły jest o. Konrad Stanisław Hejmo, posługujący się pseudonimami „Hejnał” i „Dominik”.
- 2007 – Ludwik Dorn został wybrany na stanowisko marszałka Sejmu RP.
- 2009 – W Podłej Górze koło Świebodzina rozpoczęto ekshumacje zwłok niemieckich żołnierzy i cywilów, zamordowanych przez Armię Czerwoną i zakopanych w masowych grobach w 1945 roku.

## Wydarzenia na świecie

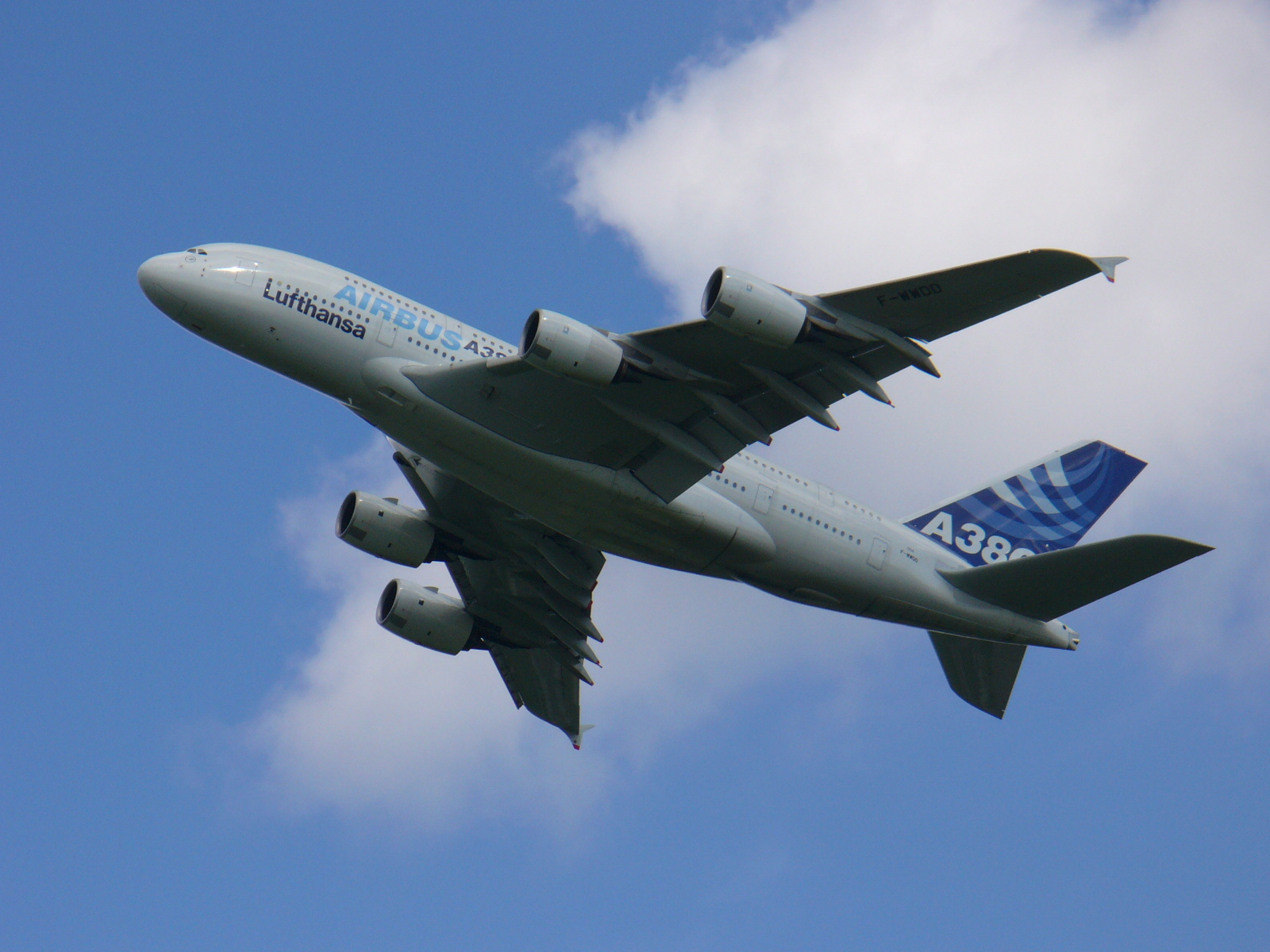
Airbus A380

- 395 – Cesarz wschodniorzymski Arkadiusz ożenił się z Aelią Eudoksją.
- 1124 – Dawid I został koronowany na króla Szkocji.
- 1296 – I wojna o niepodległość Szkocji: zwycięstwo wojsk angielskich pod wodzą króla Edwarda I w bitwie pod Dunbar.
- 1353 – Iwan II Piękny został wielkim księciem moskiewskim.
- 1404 – Jan bez Trwogi został księciem Burgundii.
- 1413 – W Paryżu wybuchło powstanie ludowe pod wodzą rzeźnika Simona Caboche’a.
- 1423 – Wojny husyckie: stoczono bitwę pod Hořicami między dwiema frakcjami husyckimi.
- 1463 – W Skopje został zawarty pokój między Albanią a Imperium Osmańskim.
- 1509 – Papież Juliusz II obłożył klątwą Republikę Wenecką.
- 1521 – Ferdynand Magellan zginął w potyczce z mieszkańcami wyspy Mactan na Filipinach.
- 1522 – V wojna włoska: zwycięstwo wojsk hiszpańsko-austriackich nad francuskimi w bitwie pod Bicoccą.
- 1539 – Konkwistadorzy Sebastián de Belalcázar i Nikolaus Federmann oficjalnie założyli Bogotę w Nowym Królestwie Granady (obecnie Kolumbia).
- 1565 – Wyspa Cebu została pierwszą kolonią hiszpańską na Filipinach.
- 1622 – Wojna trzydziestoletnia: wojska protestanckie pod dowództwem Ernsta von Mansfelda pokonały Ligę Katolicką w I bitwie pod Wiesloch.
- 1650 – Powstanie rojalistów w Szkocji: porażka powstańców w bitwie pod Carbisdale.
- 1667 – Z powodu ubóstwa angielski prozaik i poeta John Milton sprzedał za 10 funtów prawa do swego Raju utraconego.
- 1670 – Rozpoczęto budowę kościoła Jadwigi w szwedzkim Norrköping.
- 1694 – Fryderyk August I (późniejszy król Polski August II Mocny) został księciem elektorem Saksonii.
- 1738 – Poświęcono kościół San Simeon Piccolo w Wenecji.
- 1763 – Wódz z plemienia Ottawa Pontiac przedstawił na naradzie Indian nad rzeką Ecorse plan wywołania antybrytyjskiego powstania.
- 1771 – W Bolszeriecku na Kamczatce doszło do buntu zesłańców pod wodzą Maurycego Beniowskiego. Po opanowaniu pobliskiego portu Czekawka buntownicy odpłynęli porwanym statkiem.
- 1784 – W Paryżu odbyła się premiera komedii Wesele Figara Pierre’a Beaumarchais’go.
- 1790 – Georges Danton założył Klub kordelierów.
- 1799 – II koalicja antyfrancuska: zwycięstwo wojsk austriacko-rosyjskich nad francuskimi w bitwie nad Addą.
- 1800 – Z połączenia wojsk 1. i 2. Legii powstała Legia Włoska pod dowództwem gen. Jana Henryka Dąbrowskiego.
- 1805 – I wojna berberyjska: rozpoczęła się bitwa o Darnę.
- 1810 – Ludwig van Beethoven skomponował utwór Dla Elizy.
- 1813 – Wojna brytyjsko-amerykańska: zwycięstwo wojsk amerykańskich w bitwie pod Yorkiem (obecnie Toronto).
- 1831 – Karol Albert został królem Sardynii.
- 1828 – Otwarto ogród zoologiczny w Londynie.
- 1840 – Położono kamień węgielny pod budowę Pałacu Westminsterskiego w Londynie.
- 1848 – Francja zniosła niewolnictwo.
- 1859 – Po ustąpieniu księcia Leopolda II w Toskanii ukonstytuował się pierwszy niepodległy rząd.
- 1861:
  - Prezydent USA Abraham Lincoln zawiesił Habeas Corpus Act.
  - Wojna secesyjna: Wirginia Zachodnia odłączyła się od Wirginii.
- 1862 – Wojna secesyjna: statki Unii wpłynęły przez deltę na Missisipi do Nowego Orleanu.
- 1863 – U wybrzeży Nowej Fundlandii zatonął brytyjski statek pasażerski „Anglo Saxon”, w wyniku czego zginęło 237 osób.
- 1865 – Na rzece Missisipi zatonął statek „Sultana”, w wyniku czego zginęło od 1200 do 1700 osób.
- 1867 – W Paryżu odbyła się premiera opery Romeo i Julia Charles’a Gounoda.
- 1883 – Papież Leon XIII utworzył metropolię bukareszteńską.
- 1887 – W Filadelfii chirurg George Thomas Morton przeprowadził pierwszą operację wycięcia wyrostka robaczkowego.
- 1893 – Richard Seddon został premierem Nowej Zelandii.
- 1894 – Francuski anarchista i zamachowiec Émile Henry został skazany na karę śmierci.
- 1895 – Około 200 osób zginęło w wyniku powodzi wywołanej runięciem tamy na sztucznym jeziorze Bouzey koło Épinal we francuskich Wogezach.
- 1900 – Hannibal Sehested został premierem Danii.
- 1901 – Rozpoczął się pierwszy wyścig samochodowy dookoła Włoch.
- 1904 – Chris Watson został premierem Australii.
- 1908 – W Londynie rozpoczęły się IV Letnie Igrzyska Olimpijskie.
- 1909 – Został zdetronizowany sułtan Imperium Osmańskiego Abdülhamid II. Nowym sułtanem został jego brat Mehmed V.
- 1912 – W Sztokholmie rozpoczęły się V Letnie Igrzyska Olimpijskie.
- 1915 – I wojna światowa: francuski krążownik pancerny „Léon Gambetta” został zatopiony na Morzu Jońskim przez austro-węgierski okręt podwodny U-5(inne języki), w wyniku czego zginęły 684 spośród liczącej 821 osób załogi.
- 1917 – Grecja przystąpiła do ententy.
- 1918 – W Rosji Radzieckiej znacjonalizowano handel zagraniczny.
- 1919 – Niemiecki astronom Arnold Schwassmann odkrył planetoidę (912) Maritima.
- 1920 – Wyprawa kijowska:
  - Zwycięski polski zagon na Koziatyn (25–27 kwietnia).
  - Zwycięstwo wojsk polskich w bitwie pod Czarnobylem.
- 1922 – Powstała Jakucka ASRR.
- 1924 – Premiera radzieckiej komedii filmowej Niezwykłe przygody Mister Westa w krainie bolszewików w reżyserii Lwa Kuleszowa.
- 1930 – Losolyn Laagan został prezydentem Mongolii.
- 1934 – Dokonano oblotu niemieckiego samolotu szkolno-akrobacyjnego Bücker Bü 131.
- 1937 – Premiera filmu Narodziny gwiazdy w reżyserii Williama A. Wellmana.
- 1938 – Król Albanii Zogu I ożenił się z zubożałą szlachcianką pochodzenia węgiersko-amerykańskiego Geraldine Apponyi.
- 1940 – W brazylijskim São Paulo otwarto Estádio do Pacaembu.
- 1941 – Kampania bałkańska: wojska niemieckie wkroczyły do Aten; u wschodnich wybrzeży Peloponezu niemieckie bombowce nurkujące Junkers Ju 87 zatopiły ewakuujące alianckich żołnierzy brytyjskie niszczyciele HMS „Diamond”(inne języki) i HMS „Wryneck” oraz holenderski statek transportowy SS „Slamat”, w wyniku czego zginęły 983 osoby.
- 1942:
  - 52 osoby zginęły, a ok. 400 zostało rannych w wyniku przejścia tornada nad Pryor Creek w stanie Oklahoma.
  - Londyński seryjny gwałciciel i morderca Gordon Cummins („Blackout Ripper”) został skazany na karę śmierci.
  - Zakończyły się trwające od 23 kwietnia ciężkie brytyjskie naloty bombowe na Rostock.
- 1943:
  - Bitwa o Atlantyk: niemiecki okręt podwodny U-174 został zatopiony wraz z 53-osobową załogą na południowy zachód od Nowej Fundlandii przez amerykański bombowiec Lockheed Ventura
  - II wojna światowa w Afryce: rozpoczęła się amerykańsko-niemiecka bitwa o wzgórze 609 w Tunezji.
- 1945:
  - Benito Mussolini i jego kochanka Clara Petacci zostali schwytani przez komunistycznych partyzantów.
  - Dokonano oblotu szwajcarskiego samolotu szkolno-treningowego Pilatus P-2.
  - Ukazało się ostatnie wydanie organu prasowego NSDAP „Völkischer Beobachter”.
- 1951:
  - Grenlandia została objęta ochroną wojsk NATO.
  - W Gibraltarze doszło do przypadkowej eksplozji amunicji na okręcie wojennym RFA „Bedenham”, w wyniku czego zginęło 13 osób, setki odniosło obrażenia, a uszkodzeniu uległy m.in. katedra, rezydencja gubernatora i wiele odbudowanych po wojnie domów.
- 1952:
  - Dokonano oblotu bombowca Tu-16.
  - Powstała Szwajcarska Służba Ratownictwa Lotniczego (REGA).
  - Uruchomiono komunikację trolejbusową w czeskich Mariańskich Łaźniach.
- 1953 – W wyniku eksplozji kotłowni na lotniskowcu USS „Bennington” zginęło 11 marynarzy, a 4 zostało rannych.
- 1956 – W Bułgarii zalegalizowano aborcję.
- 1960:
  - Togo uzyskało niepodległość (od Francji).
  - Zwodowano prototypowy okręt podwodny z napędem jądrowym USS „Tullibee“, który konstrukcyjnie wyspecjalizowany był w zwalczaniu okrętów podwodnych.
- 1961 – Sierra Leone uzyskało niepodległość (od Wielkiej Brytanii).
- 1966:
  - Na zakończenie sześciodniowej wizyty w Rzymie minister spraw zagranicznych Andriej Gromyko przybył, jako pierwszy radziecki polityk, do Watykanu, gdzie został przyjęty przez papieża Pawła VI.
  - W katastrofie lecącego z Limy do Cuzco Lockheeda L-749 Constellation peruwiańskich linii LANSA zinęło wszystkich 49 osób na pokładzie.
- 1967 – W Montrealu otwarto Expo ’67.
- 1968:
  - W Paryżu zespół pod kierownictwem Christiana Cabrola przeprowadził pierwszą w Europie operację przeszczepienia serca. Biorca zmarł po 51 godzinach.
  - W Wielkiej Brytanii weszła w życie ustawa legalizująca aborcję do 28 tygodnia ciąży.
- 1969 – W katastrofie śmigłowca zginął prezydent Boliwii René Barrientos Ortuño. Jego miejsce zajął dotychczasowy wiceprezydent Luis Adolfo Siles Salinas.
- 1971 – Wojna o niepodległość Bangladeszu: w Kaliganj na północy kraju pakistańscy żołnierze dokonali masakry ok. 400 bengalskich Hindusów próbujących przedostać się do Indii.
- 1972 – Zakończyła się załogowa misja księżycowa Apollo 16.
- 1976 – Na lotnisku na wyspie Saint Thomas (Wyspy Dziewicze Stanów Zjednoczonych) rozbił się podczas lądowania należący do American Airlines Boeing 727-23 lecący z Warwick w stanie Rhode Island (z międzylądowaniem w Nowym Jorku), w wyniku czego zginęło 37, a rannych zostało 38 spośród 88 osób na pokładzie. Ranna została również jedna osoba na ziemi.
- 1977 – 28 osób (wszyscy na pokładzie) zginęło w katastrofie samolotu pasażerskiego Convair 240 należącego do linii Aviateca koło miasta Gwatemala.
- 1978 – W wyniku komunistycznego przewrotu wojskowego w Afganistanie został obalony i zamordowany prezydent Mohammad Daud Chan.
- 1980:
  - Partyzanci z kolumbijskiej organizacji „Ruch 19 Kwietnia” zakończyli dwumiesięczną okupację ambasady dominikańskiej w Bogocie.
  - W katastrofie lecącego z Khon Kaen do Bangkoku samolotu Hawker Siddeley HS 748 należącego do Thai Airways Company zginęły 44 osoby, a 9 zostało rannych.
- 1981 – Xerox PARC zaprezentował mysz komputerową, która otworzyła drogę dla interfejsu graficznego.
- 1982 – Południowokoreański policjant Woo Bum-kon zastrzelił w amoku 57 osób, ranił 35, po czym popełnił samobójstwo (26-27 kwietnia).
- 1984 – W zakładach w Barcelonie rozpoczęto seryjną produkcję Seata Ibizy.
- 1985 – Radziecka interwencja w Afganistanie: pakistańscy żołnierze i mudżahedini stłumili bunt radzieckich i afgańskich jeńców wojennych, więzionych w obozie w pakistańskiej miejscowości Badaber. W walkach zginęli niemal wszyscy jeńcy i około 200 atakujących, w tym 6 amerykańskich instruktorów wojskowych.
- 1989 – Zaid ibn Szakir został premierem Jordanii.
- 1990:
  - Przyjęto flagę Mołdawii.
  - W ramach protestu przeciwko napaściom nacjonalistów żydowskich na miejsca święte chrześcijaństwa i islamu, zostały na 24 godziny zamknięte bramy Bożego Grobu, bazylik w Nazerecie i Betlejem oraz meczetów na Wzgórzu Świątynnym.
- 1992 – Powstała Federalna Republika Jugosławii.
- 1993 – U wybrzeży Gabonu rozbił się samolot de Havilland Canada DHC-5 Buffalo, którym do Dakaru na mecz z Senegalem leciała piłkarska reprezentacja Zambii. Zginęło 30 osób, w tym 18 piłkarzy.
- 1994:
  - Formalnie niepodległe oraz autonomiczne bantustany zostały ponownie włączone w skład RPA.
  - W swym rodzinnym mieście Yorba Linda w Kalifornii został pochowany były prezydent USA Richard Nixon.
  - Zakończyły się pierwsze wielorasowe wybory parlamentarne w Południowej Afryce, w których zwyciężył Afrykański Kongres Narodowy Nelsona Mandeli, uzyskując 62,65% głosów.
- 1995 – Utworzono Wspólnotowy Urząd Ochrony Odmian Roślin (CPVO).
- 1999:
  - Abd al-Aziz Buteflika został prezydentem Algierii.
  - Gruzja została przyjęta do Rady Europy.
- 2003 – Nicanor Duarte Frutos wygrał wybory prezydenckie w Paragwaju.
- 2005:
  - Dokonano oblotu Airbusa A380.
  - W Niemczech został ujęty gangster Ryszard Niemczyk.
- 2006:
  - 62-letni gitarzysta The Rolling Stones Keith Richards podczas urlopu spadł z palmy doznając lekkiego wstrząśnienia mózgu.
  - W miejscu zburzonych bliźniaczych wież World Trade Center rozpoczęto budowę Wieży Wolności.
  - W Nasirijji w Iraku w wyniku ataku terrorystycznego zginęło 3 włoskich żołnierzy.
- 2007 – 18 osób zginęło w katastrofie rosyjskiego śmigłowca wojskowego Mi-8 w Czeczenii.
- 2008:
  - Co najmniej 3 osoby zginęły, a 10 zostało rannych w nieudanym zamachu na prezydenta Afganistanu Hamida Karzaia.
  - Nad Zatoką Bengalską uformował się cyklon Nargis, który w następnych dniach spustoszył Birmę.
- 2009 – Amerykański koncern General Motors ogłosił upadłość marki Pontiac.
- 2010 – Piotr Pustelnik wszedł na szczyt Annapurny, zdobywając jako trzeci Polak Koronę Himalajów i Karakorum.
- 2011 – Tuscaloosa w stanie Alabama zostało zniszczone przez tornado.
- 2012 – W serii 4 zamachów bombowych w Dniepropetrowsku na Ukrainie rannych zostało 27 osób.
- 2014:
  - Aleksandar Vučić został premierem Serbii.
  - Papież Franciszek na placu św. Piotra w Watykanie dokonał kanonizacji papieży Jana XXIII oraz Jana Pawła II. Na uroczystości obecny był emerytowany papież Benedykt XVI. Była to pierwsza podwójna kanonizacja papieży w XXI wieku i zarazem pierwsza kanonizacja głowy Kościoła od czasu kanonizacji Piusa X w 1954 oraz pierwszy raz, kiedy papież kanonizował dwóch swoich poprzedników i kiedy to na jednej uroczystości przewodniczyło dwóch papieży – emerytowany i obecny.
- 2018 – W Domu Pokoju w Panmundżom spotkali się przywódca Korei Północnej Kim Dzong Un i prezydent Korei Południowej Mun Jae-in.
- 2022 – Odbył się czwarty operacyjny lot kapsuły Crew Dragon z czteroosobową załogą na Międzynarodową Stację Kosmiczną.

## Urodzili się
- 1468 – Fryderyk Jagiellończyk, polski królewicz, książę litewski, biskup krakowski, arcybiskup gnieźnieński, prymas Polski i Litwy, kardynał (zm. 1503)
- 1593 – Jérôme Lalemant, francuski jezuita, misjonarz (zm. 1665)
- 1623:
  - Johann Adam Reincken, niemiecki kompozytor, organista (zm. 1722)
  - Gryzelda Wiśniowiecka, polska księżna (zm. 1672)
- 1642 – Francisque Millet, flamandzki malarz (zm. 1679)
- 1650 – Karolina Amelia, księżniczka heska, królowa Danii i Norwegii (zm. 1714)
- 1654 – Charles Blount, angielski pisarz, filozof (zm. 1693)
- 1673 – (data chrztu) Claude Gillot, francuski malarz, rytownik, dekorator (zm. 1722)
- 1682 – Claudine Guérin de Tencin, francuska pisarka, kurtyzana (zm. 1749)
- 1701:
  - Karol Emanuel III, książę Sabaudii i król Sardynii (zm. 1773)
  - Stanisław Antoni Burzyński, polski szlachcic, prawnik, polityk (zm. 1775)
- 1717 – Giacomo Durazzo, włoski dyplomata, dyrektor teatralny (zm. 1794)
- 1737 – Edward Gibbon, brytyjski historyk, polityk (zm. 1794)
- 1748 – Adamandios Korais, grecki językoznawca, tłumacz (zm. 1833)
- 1755 – Marc-Antoine Parseval, francuski matematyk (zm. 1836)
- 1757 – Johann Christoph Röhling, niemiecki duchowny protestancki, botanik, mykolog (zm. 1813)
- 1759 – Mary Wollstonecraft, brytyjska pisarka, publicystka, feministka (zm. 1797)
- 1771 – Jean Rapp, francuski generał (zm. 1821)
- 1775 – Pietro Ostini, włoski kardynał, nuncjusz apostolski (zm. 1849)
- 1776 – Hyacinthe Jadin, francuski kompozytor (zm. 1800)
- 1788 – Charles Robert Cockerell, brytyjski archeolog, architekt, pisarz (zm. 1863)
- 1791 – Samuel Morse, amerykański wynalazca, prekusor telegrafii, malarz-marynista, rzeźbiarz (zm. 1872)
- 1797 – Jean Victoire Audouin, francuski przyrodnik, naturalista, entomolog, ornitolog (zm. 1841)
- 1806 – Maria Krystyna, księżniczka Obojga Sycylii, królowa i regentka Hiszpanii (zm. 1878)
- 1811 – Maria Rafaela Quiroga, hiszpańska zakonnica, mistyczka, stygmatyczka, Służebnica Boża (zm. 1891)
- 1812 – Friedrich von Flotow, niemiecki kompozytor (zm. 1883)
- 1813:
  - Matylda Merkert, niemiecka zakonnica, współinicjatorka założenia zgromadzenia zakonnego elżbietanek (zm. 1846)
  - James Frederick Wood, amerykański duchowny katolicki pochodzenia brytyjskiego, arcybiskup metropolita Filadelfii (zm. 1883)
- 1820 – Herbert Spencer, brytyjski filozof, socjolog, antropolog (zm. 1903)
- 1822:
  - Ulysses Grant, amerykański generał, polityk, prezydent USA (zm. 1885)
  - Ján Palárik, słowacki duchowny katolicki, dramaturg, publicysta (zm. 1870)
  - John Joseph Williams, amerykański duchowny katolicki pochodzenia irlandzkiego, arcybiskup Bostonu (zm. 1907)
- 1830 – Teofil Cichocki, polski chemik, wykładowca akademicki (zm. 1902)
- 1832 – Piotr Czekotowski, polski działacz społeczny i narodowy, uczestnik powstania styczniowego, zesłaniec (zm. 1882)
- 1838 – Stanisław Janik, polski organmistrz, rzeźbiarz, stolarz, snycerz (zm. 1916)
- 1840 – Edward Whymper, brytyjski wspinacz (zm. 1911)
- 1842 – Emil Jakob Schindler, austriacki malarz (zm. 1892)
- 1843 – Nikanor (Ružičić), serbski biskup prawosławny (zm. 1916)
- 1844 – Alois Riehl, niemiecki filozof, wykładowca akademicki (zm. 1924)
- 1845:
  - Douglas William Freshfield, brytyjski prawnik, geograf, alpinista, podróżnik, pisarz (zm. 1934)
  - Maksymilian Teofil Gumplowicz, polski lekarz, podróżnik, uczestnik powstania styczniowego (zm. po 1889)
- 1846:
  - Ignacy Karol Milewski, polski ziemianin, publicysta, mecenas sztuki (zm. 1926)
  - Carrie Stevens Walter, amerykańska poetka (zm. 1907)
- 1848 – Otto I, król Bawarii (zm. 1916)
- 1850 – Hans Hartwig von Beseler, niemiecki generał pułkownik, generał-gubernator warszawski, naczelny dowódca Polskiej Siły Zbrojnej (zm. 1921)
- 1851:
  - Teofil Królik, niemiecki górnik, polityk narodowości polskiej (zm. 1923)
  - Teofil Noniewicz, polski lekarz, działacz społeczny (zm. 1928)
- 1852 – Stanisław Grudziński, polski poeta, prozaik, publicysta (zm. 1884)
- 1853:
  - Jules Lemaître, francuski dramaturg, krytyk literacki (zm. 1914)
  - Giovanni Battista Marenco, włoski duchowny katolicki, biskup Massa Carrary, internuncjusz apostolski (zm. 1921)
- 1854 – Otto Eichelmann, ukraiński prawnik, wykładowca akademicki pochodzenia niemieckiego (zm. 1943)
- 1856 – Tongzhi, cesarz Chin (zm. 1875)
- 1857:
  - Jan Piotr Chrząszcz, polski duchowny katolicki, historyk (zm. 1928)
  - Theodor Kittelsen, norweski rysownik, ilustrator (zm. 1914)
- 1861:
  - Mihail Çakir, gagauski duchowny prawosławny, historyk (zm. 1938)
  - Aleksander Majewski, polski generał major lekarz (zm. 1932)
  - Mieczysław Reyzner, polski malarz (zm. 1941)
- 1863:
  - Henry Braddon, australijski krykiecista, rugbysta, przedsiębiorca, finansista, polityk (zm. 1955)
  - Carl Moritz, niemiecki architekt, przedsiębiorca budowlany (zm. 1944)
- 1865:
  - Władysław Garbiński, polski rotmistrz armii rosyjskiej, jeździec sportowy, polityk, prezydent Kielc (zm. 1908)
  - Archibald Leitch, szkocki architekt (zm. 1939)
  - Władysław Rabski, polski krytyk teatralny i literacki, prozaik, dramaturg, publicysta (zm. 1925)
  - Ernest Weekley, brytyjski filolog, wykładowca akademicki (zm. 1954)
- 1866 – Penczo Sławejkow, bułgarski poeta (zm. 1912)
- 1867:
  - Sarmiza Bilcescu, rumuńska prawnik, działaczka kobieca (zm. 1936)
  - Stanisław Bukowiecki, polski adwokat, ekonomista, publicysta, polityk, minister sprawiedliwości (zm. 1944)
- 1871 – Alfons Schulz, niemiecki duchowny i teolog katolicki, wykładowca akademicki (zm. 1947)
- 1873:
  - Georg Cleinow, niemiecki pisarz, publicysta, tajny radca (zm. 1936)
  - Stanisław Maziarski, polski histolog, wykładowca akademicki (zm. 1956)
  - Robert Wiene, niemiecki reżyser filmowy (zm. 1938)
- 1874 – John Baird, brytyjski arystokrata, polityk, dyplomata (zm. 1941)
- 1875 – Maurice de Broglie, francuski oficer marynarki wojennej, fizyk (zm. 1960)
- 1876:
  - Cornelius Leahy, brytyjski lekkoatleta, skoczek wzwyż i trójskoczek pochodzenia irlandzkiego (zm. 1921)
  - Teofil Paczyński, polski działacz niepodległościowy, społeczny i sportowy (zm. ?)
- 1877:
  - Ludwik Szwykowski, polski bankowiec, żeglarz, działacz sportowy (zm. 1965)
  - Łukasz (Wojno-Jasieniecki), rosyjski biskup prawosławny, lekarz pochodzenia polskiego (zm. 1961)
  - José María Zeledón Brenes, kostarykański dziennikarz, poeta, polityk (zm. 1949)
- 1878:
  - Sadriddin Ajni, tadżycki i uzbecki pisarz, historyk, językoznawca, polityk (zm. 1954)
  - Frank Gotch, amerykański zapaśnik, wrestler (zm. 1917)
  - John Rimmer, brytyjski lekkoatleta, długodystansowiec (zm. 1962)
- 1879 – Jadwiga Zarugiewiczowa, polska Ormianka, symboliczna matka Nieznanego Żołnierza (zm. 1968)
- 1880:
  - Tadeusz Koźniewski, polski chemik, farmaceuta, wykładowca akademicki (zm. 1921)
  - Stanisław Zwierzchowski, polski inżynier, wykładowca akademicki (zm. 1940)
- 1881:
  - Móric Esterházy, węgierski polityk, premier Węgier (zm. 1960)
  - Wlastimil Hofman, polski malarz pochodzenia czeskiego (zm. 1970)
- 1882:
  - Aniela Ostaszewska, polska posiadaczka ziemska, pamiętnikarka (zm. 1937)
  - Irena Zawadzka, polska malarka (zm. 1960)
- 1883:
  - Tadeusz Hiż, polski poeta, publicysta, tłumacz (zm. 1945)
  - Stanisław Widacki, polski podpułkownik, samorządowiec, polityk, poseł na Sejm RP, burmistrz Tarnopola (zm. 1940)
- 1884 – Arthur Wieferich, niemiecki matematyk, pedagog (zm. 1954)
- 1886 – Jekatierina Diesnicka, rosyjska arystokratka, księżna Syjamu (zm. 1960)
- 1887:
  - Harry Boland, irlandzki polityk, nacjonalista (zm. 1922)
  - Berl Locker, izraelski prawnik, polityk (zm. 1972)
- 1888:
  - Mikołaj Godlewski, polski prawnik, polityk, prezydent Łodzi (zm. 1946)
  - Lumley Lyster, brytyjski wiceadmirał (zm. 1957)
- 1890:
  - Jurgis Kubilius, litewski wojskowy, polityk (zm. 1942)
  - Otto Ernst Schweizer, niemiecki urbanista, architekt (zm. 1965)
- 1891 – Tadeusz Walkowski, polski malarz (zm. 1944)
- 1892:
  - Spas Duparinow, bułgarski prawnik, dyplomata, polityk (zm. 1923)
  - Raizō Tanaka, japoński wiceadmirał (zm. 1969)
- 1893 – Paweł Karadziordziewić, książę i regent Jugosławii (zm. 1976)
- 1894:
  - Lajos Kovács, węgierski piłkarz, trener (zm. 1973)
  - Nicolas Slonimsky, amerykański muzykolog, kompozytor pochodzenia rosyjskiego (zm. 1995)
- 1896:
  - Zygmunt Berling, polski generał broni (zm. 1980)
  - Paweł Hajduk, polski major piechoty (zm. 1940)
  - Rogers Hornsby, amerykański baseballista (zm. 1963)
  - Antoni Kasztelan, polski oficer kontrwywiadu (zm. 1942)
- 1897 – Janina Morawska, polska pisarka (zm. 1970)
- 1898:
  - Alf Baker, angielski piłkarz (zm. 1955)
  - Leonid Gazow, radziecki polityk, funkcjonariusz służb specjalnych (zm. 1987)
- 1899:
  - Waldemar John Gallman, amerykański dyplomata (zm. 1980)
  - Walter Lantz, amerykański rysownik, animator, reżyser i producent filmowy pochodzenia włoskiego (zm. 1994)
- 1900:
  - Mario Lenzi, włoski bokser (zm. ?)
  - Stanisław Skowron, polski biolog, embriolog, popularyzator nauki, wykładowca akademicki (zm. 1975)
  - Zygmunt Wojciechowski, polski historyk państwa i prawa, wykładowca akademicki (zm. 1955)
  - Stanisław Zgliczyński, polski rotmistrz, adwokat, działacz społeczny (zm. 1940)
- 1901:
  - Filip Friedman, polski historyk pochodzenia żydowskiego (zm. 1960)
  - Eugene Rabinowitch, amerykański biofizyk, biochemik, poeta pochodzenia żydowskiego (zm. 1973)
  - Stanisław Skrzeszewski, polski polityk, członek PKWN, minister oświaty i spraw zagranicznych (zm. 1978)
  - Antoni Suchanek, polski malarz marynista (zm. 1982)
- 1902:
  - Ana Domeyko, chilijska działaczka społeczna (zm. 2007)
  - Józef Korolkiewicz, polski lekkoatleta, sprinter i płotkarz, malarz, śpiewk operowy (baryton) (zm. 1988)
  - Anton Walzer, niemiecka ofiara muru berlińskiego (zm. 1962)
  - Stanisław Żemis, polski nauczyciel, publicysta, organizator pomocy dzieciom, polityk, prezydent Siedlec, naczelny dyrektor Lasów Państwowych (zm. 1978)
- 1903:
  - Tine Debeljak, słoweński krytyk literacki, tłumacz, redaktor, poeta (zm. 1989)
  - Stefan Miller, polski psychiatra, neurolog (zm. 1942)
  - Nikos Zachariadis, grecki polityk komunistyczny (zm. 1973)
- 1904:
  - Arthur Burns, amerykański ekonomista (zm. 1987)
  - Cecil Day-Lewis, brytyjski poeta, prozaik pochodzenia irlandzkiego (zm. 1972)
  - Hilda James, brytyjska pływaczka (zm. 1982)
- 1905:
  - Henryk Edel Kryński, polski ekonomista (zm. 1987)
  - John Kuck, amerykański lekkoatleta, kulomiot (zm. 1986)
  - Jan Rudnicki, polski aktor (zm. 1984)
  - Julian Stryjkowski, polski pisarz pochodzenia żydowskiego (zm. 1996)
  - Zofia Wojciechowska-Grabska, polska malarka (zm. 1992)
  - Ludwik Zajdler, polski astronom, pisarz (zm. 1985)
- 1906:
  - Janusz Bułhak, polski kompozytor, fotografik (zm. 1977)
  - Witalis Dorożała, polski dyrygent chóralny, nauczyciel muzyki, animator życia muzycznego (zm. 1985)
  - Hermann Mörchen, niemiecki filozof (zm. 1990)
- 1907:
  - Thure Andersson, szwedzki zapaśnik (zm. 1976)
  - Amir Sjarifuddin, indonezyjski działacz niepodległościowy, polityk, premier Indonezji (zm. 1948)
  - Alojzy Smolka, polski aktor, reżyser, scenograf i dyrektor teatru lalek (zm. 1971)
- 1908 – Carlo Felice Trossi, włoski kierowca wyścigowy (zm. 1949)
- 1909:
  - Muriel Bradbrook, brytyjska literaturoznawczyni, teoretyk i krytyk literacka (zm. 1993)
  - Józef (Sawrasz), ukraiński biskup prawosławny (zm. 1984)
- 1910:
  - Chiang Ching-kuo, tajwański polityk, premier i prezydent Tajwanu (zm. 1988)
  - Władysław Kruczek, polski związkowiec, polityk, poseł na Sejm PRL (zm. 2003)
  - Wiktor Leja, polski lotnik, rzeczoznawca lotniczy, inżynier (zm. 1981)
  - Pascoal Ranieri Mazzilli, brazylijski polityk, prezydent Brazylii pochodzenia włoskiego (zm. 1975)
- 1911:
  - Chris Berger, holenderski lekkoatleta, sprinter (zm. 1965)
  - Antonio Sastre, argentyński piłkarz (zm. 1987)
- 1912:
  - Renato Rascel, włoski aktor, piosenkarz, autor tekstów, tancerz (zm. 1991)
  - Zohra Sehgal, indyjska aktorka (zm. 2014)
- 1913:
  - Irving Adler, amerykański matematyk, pisarz (zm. 2012)
  - Adam Szpunar, polski prawnik (zm. 2002)
- 1914:
  - Shefqet Musaraj, albański pisarz, publicysta (zm. 1986)
  - Mel Walker, amerykański lekkoatleta, skoczek wzwyż (zm. 2000)
- 1916:
  - Stanisław Januszewski, polski dziennikarz, publicysta, działacz komunistyczny (zm. 1973)
  - Jan Rychlík, czeski kompozytor (zm. 1964)
- 1917:
  - Adam Humer, polski pułkownik, funkcjonariusz służb bezpieczeństwa, zbrodniarz stalinowski (zm. 2001)
  - Felicja Lemiesz, polska podporucznik, działaczka komunistyczna (zm. 1975)
- 1918 – Sten Rudholm, szwedzki prawnik, polityk (zm. 2008)
- 1919 – Teofil Kolarz, polski rolnik, polityk, poseł na Sejm PRL (zm. 2012)
- 1920:
  - Guido Cantelli, włoski dyrygent (zm. 1956)
  - Antoni Hlavaty, polski chirurg, ortopeda (zm. 2020)
- 1921:
  - Maria Białobrzeska, polska biolog (zm. 2004)
  - Robert Dhéry, francuski aktor, reżyser i scenarzysta filmowy (zm. 2004)
  - Wacław Kuźmicki, polski lekkoatleta, wieloboista (zm. 2013)
  - John Stott, brytyjski duchowny i teolog anglikański (zm. 2011)
- 1922:
  - Martin Gray, polsko-francuski pisarz (zm. 2016)
  - Antoni Jurasz, polski aktor (zm. 2011)
  - Jack Klugman, amerykański aktor pochodzenia żydowskiego (zm. 2012)
  - Maciej Nałęcz, polski biocybernetyk, polityk, poseł na Sejm PRL (zm. 2009)
- 1923:
  - Charles Casali, szwajcarski piłkarz (zm. 2014)
  - Jerzy Przybylski, polski aktor (zm. 1999)
- 1924:
  - Ken Green, angielski piłkarz (zm. 2001)
  - Stanisław Korman, polski pułkownik, historyk, wykładowca akademicki (zm. 2006)
  - Ryszard Załęski, polski żołnierz AK, uczestnik powstania warszawskiego (zm. 1944)
- 1925:
  - Aniela Krzywoń, polska żołnierka (zm. 1943)
  - Benny Lai, włoski pisarz i dziennikarz katolicki (zm. 2013)
  - Marek Sobolewski, polski prawnik, wykładowca akademicki (zm. 1983)
  - Teresa Truszkowska, polska poetka, eseistka, tłumaczka (zm. 1992)
  - Stefan Wiśniewski, polski plutonowy, uczestnik powstania warszawskiego (zm. 1944)
- 1926:
  - Sergio Otoniel Contreras Navia, chilijski duchowny katolicki, biskup Temuco (zm. 2019)
  - Jerzy Dymecki, polski neurolog, neuropatolog (zm. 2020)
  - Franz Josef Kuhnle, niemiecki duchowny katolicki, biskup pomocniczy Rottenburga i Stuttgartu (zm. 2021)
  - Tim LaHaye, amerykański ewangelista, pisarz, mówca (zm. 2016)
- 1927:
  - Jewgienij Morgunow, rosyjski aktor, reżyser i scenarzysta filmowy (zm. 1999)
  - Coretta Scott King, amerykańska działaczka ruchu praw obywatelskich (zm. 2006)
  - Walentin Sokołow, rosyjski poeta, więzień polityczny (zm. 1982)
- 1928:
  - Tamás Deák, węgierski kompozytor muzyki filmowej (zm. 2024)
  - Anna Różycka-Bryzek, polska historyk, bizantynolog (zm. 2005)
  - January Szałamacha, polski geolog, petrograf (zm. 2014)
- 1929:
  - Tadeusz Bejm, polski polityk, poseł na Sejm PRL, minister administracji, gospodarki terenowej i ochrony środowiska oraz komunikacji (zm. 1988)
  - Nina Ponomariowa, rosyjska lekkoatletka, dyskobolka (zm. 2016)
  - Ivan Vyskočil, czeski aktor, reżyser teatralny, dramaturg, prozaik (zm. 2023)
- 1930:
  - Ivo Frosio, szwajcarski piłkarz (zm. 2019)
  - Adélio Giuseppe Tomasin, włoski duchowny katolicki, biskup Quixady w Brazylii (zm. 2024)
- 1931:
  - Krzysztof Komeda, polski laryngolog, kompozytor, pianista jazzowy (zm. 1969)
  - Igor Ojstrach, ukraiński skrzypek, dyrygent, pedagog (zm. 2021)
  - Jan Ślężyński, polski profesor nauk o kulturze fizycznej
  - Joseph Wang Yu-jung, tajwański duchowny katolicki, biskup pomocniczy Tajpej, biskup Taizhong (zm. 2018)
  - Janusz Zawadzki, polski hokeista (zm. 1977)
  - Wiesław Zdort, polski operator filmowy, profesor sztuk filmowych (zm. 2019)
- 1932:
  - Anouk Aimée, francuska aktorka (zm. 2024)
  - Pik Botha, południowoafrykański dyplomata, polityk, minister spraw zagranicznych (zm. 2018)
  - Marujita Díaz, hiszpańska aktorka (zm. 2015)
  - Casey Kasem, amerykański aktor (zm. 2014)
- 1933:
  - Bob Bondurant, amerykański kierowca wyścigowy (zm. 2021)
  - Pierre Lataillade, francuski samorządowiec, polityk, eurodeputowany (zm. 2020)
- 1934 – Teresa Ferenc, polska poetka (zm. 2022)
- 1935:
  - Magda Leja, polska pisarka, autorka utworów dla dzieci (zm. 2006)
  - Ronald Morris, amerykański lekkoatleta, tyczkarz (zm. 2024)
- 1936:
  - Néstor Gonçalves, urugwajski piłkarz (zm. 2016)
  - Kalevi Oikarainen, fiński biegacz narciarski (zm. 2020)
- 1937:
  - Sandy Dennis, amerykańska aktorka (zm. 1992)
  - Tadeusz Krygowski, polski chemik, krystalograf, wykładowca akademicki
  - Borys Rassychin, ukraiński piłkarz, trener (zm. 2021)
- 1938:
  - Andrzej Bronk, polski duchowny katolicki, werbista, filozof
  - Zdzisław Dubiella, polski fizyk, polityk, poseł na Sejm RP
  - Bob Foster, amerykański bokser (zm. 2015)
  - Björn Knutsson, szwedzki żużlowiec
  - Siergiej Tierieszczenkow, rosyjski kolarz torowy (zm. 2006)
- 1939:
  - Stanisław Dziwisz, polski duchowny katolicki, arcybiskup metropolita krakowski, kardynał
  - Joan Hannah, amerykańska narciarka alpejska
  - João Bernardo Vieira, gwinejski polityk, prezydent Gwinei Bissau (zm. 2009)
- 1940 – Calypso Rose, trynidadzko-tobagijska piosenkarka
- 1941:
  - Mária Gulácsy, węgierska florecistka (zm. 2015)
  - Fethullah Gülen, turecki kaznodzieja, uczony, myśliciel, przewodnik duchowy, prozaik, poeta, działacz pokojowy (zm. 2024)
  - Zygmunt Schmidt, polski piłkarz
  - Aminata Sow Fall, senegalska pisarka
- 1942:
  - Izabela Bartmińska, polska logopeda, działaczka społeczna (zm. 1999)
  - Feliks Chudzyński, polski malarz, grafik, ilustrator, literat (zm. 2008)
  - Carlos Gavito, argentyński tancerz tanga (zm. 2005)
  - Walerij Polakow, rosyjski kosmonauta (zm. 2022)
- 1943:
  - Ryszard Bugajski, polski scenarzysta i reżyser filmowy i telewizyjny, pisarz (zm. 2019)
  - Jānis Gilis, łotewski piłkarz, trener (zm. 2000)
  - Fitim Makashi, albański aktor
- 1944:
  - Peregrine Cavendish, brytyjski arystokrata
  - Cuba Gooding Sr., amerykański piosenkarz soulowy (zm. 2017)
  - Heikki Westerinen, fiński szachista
- 1945:
  - Roberto Caminero, kubański bokser (zm. 2010)
  - Robert Cialdini, amerykański psycholog, wykładowca akademicki pochodzenia włoskiego
  - José María Gran Cirera, hiszpański duchowny katolicki, misjonarz, męczennik, błogosławiony (zm. 1980)
  - Axel Hannemann, niemiecka ofiara muru berlińskiego (zm. 1962)
  - Carsten Koch, duński ekonomista, polityk
  - Elżbieta Kowalczyk-Heyman, polska historyk, archeolog, wykładowczyni akademicka (zm. 2024)
  - Harry Steevens, holenderski kolarz szosowy
  - August Wilson, amerykański scenarzysta filmowy, dramaturg (zm. 2005)
- 1946:
  - Michel Delebarre, francuski geograf, polityk (zm. 2022)
  - Gordon Haskell, brytyjski muzyk, wokalista, kompozytor, członek zespołu King Crimson (zm. 2020)
  - Alfonso Lara, chilijski piłkarz (zm. 2013)
  - Gerd Wiltfang, niemiecki jeździec sportowy (zm. 1997)
- 1947:
  - G.K. Butterfield, amerykański polityk
  - Patrick Lynch, brytyjski duchowny katolicki, biskup pomocniczy Southwark pochodzenia irlandzkiego
- 1948:
  - Yves Courage, francuski kierowca wyścigowy, przedsiębiorca
  - Hans van Helden, holenderski łyżwiarz szybki
  - Josef Hickersberger, austriacki piłkarz, trener
  - Paweł Kasprzyk, polski polityk, poseł na Sejm RP
  - Kate Pierson, amerykańska wokalistka, członkini zespołu The B-52’s
  - Mauricio Villeda, honduraski polityk
- 1949:
  - Jean Asselborn, luksemburski piłkarz
  - Aleksandër Lalo, albański kompozytor muzyki filmowej (zm. 2017)
  - Doug Sheehan, amerykański aktor (zm. 2024)
  - Giennadij Timoszczenko, słowacki szachista, trener pochodzenia rosyjskiego
  - Daniel Webster, amerykański polityk, kongresman
  - Marek Wiernik, polski dziennikarz i krytyk muzyczny, prezenter radiowy i telewizyjny
- 1950:
  - Vladimir Fédorovski, francuski pisarz, historyk pochodzenia rosyjskiego
  - Mike Howlett, brytyjski basista, producent muzyczny, członek zespołu Gong
  - Stanisław Lutostański, polski rzeźbiarz
  - Paolo Pulici, włoski piłkarz
  - Ryszard Tomczyk, polski bokser
  - Christian Zacharias, niemiecki pianista, dyrygent
- 1951:
  - Charles Brumskine, liberyjski prawnik, polityk (zm. 2019)
  - Erich Farthofer, austriacki kolejarz, samorządowiec, polityk
  - Ace Frehley, amerykański muzyk, wokalista, członek zespołu Kiss
  - Fatos Lubonja, albański pisarz, dziennikarz, wydawca
  - Viviane Reding, luksemburska dziennikarka, polityk
  - Freundel Stuart, barbadoski polityk, premier Barbadosu
- 1952:
  - Marek Chodkiewicz, polski menedżer, urzędnik państwowy
  - Larry Elder, amerykański prawnik, dziennikarz radiowy, komentator polityczny, autor filmów dokumentalnych
  - George Gervin, amerykański koszykarz
  - Marek Grinberg, polski fizyk, wykładowca akademicki (zm. 2020)
  - Janusz Mroczka, polski metrolog, wykładowca akademicki
  - Ari Vatanen, fiński kierowca rajdowy, polityk
- 1953:
  - Zbigniew Babalski, polski inżynier, samorządowiec, polityk, poseł na Sejm RP, wojewoda warmińsko-mazurski
  - Ellen Baker, amerykańska geolog, astronautka
  - Arielle Dombasle, francuska aktorka, scenarzystka, reżyserka, piosenkarka, kompozytorka
  - Ridha El Louze, tunezyjski piłkarz
  - Pat Hennen, amerykański motocyklista wyścigowy (zm. 2024)
  - Hu Angang, chiński ekonomista, wykładowca akademicki
  - Béla Katzirz, węgierski piłkarz, bramkarz
  - Bertrand Marchand, francuski piłkarz, trener (zm. 2023)
  - Andrzej Niedojadło, polski historyk, pedagog
  - Bruce Robertson, kanadyjski pływak
- 1954:
  - Frank Bainimarama, fidżyjski dowódca wojskowy, polityk
  - Claudio Burlando, włoski polityk
  - Dettlef Günther, niemiecki saneczkarz
  - Krzysztof Kawalec, polski historyk
  - Jerzy Sikorski, polski rzeźbiarz
  - Janusz L. Sobolewski, polski dziennikarz, pisarz
  - Sixto Soria, kubański bokser
  - Leszek Wójtowicz, polski poeta, pieśniarz
- 1955:
  - Andrzej Barcikowski, polski urzędnik państwowy, wykładowca akademicki
  - Jisra’el Chason, izraelski polityk
  - Eric Schmidt, amerykański inżynier, przedsiębiorca pochodzenia niemieckiego
- 1956:
  - Eleni, polska piosenkarka pochodzenia greckiego
  - Sławomir Hardej, polski samorządowiec, polityk, poseł na Sejm RP
  - Witold Stanisław Kozak, polski malarz, rzeźbiarz, grafik, krytyk sztuki, filozof, poeta
  - Kevin McNally, brytyjski aktor
  - Dagmar Patrasová, czeska aktorka, piosenkarka
- 1957:
  - Milan Kujundžić, chorwacki lekarz, polityk
  - Czesław Minkus, polski muzyk, kompozytor, autor projektów muzyczno-medialnych, filmowych i teatralnych
  - Adrian Utley, brytyjski gitarzysta jazzowy, producent muzyczny
- 1958 – Łarysa Kuzniacowa, białoruska nauczycielka, polityk
- 1959:
  - Jim Duffy, szkocki piłkarz, trener piłkarski
  - Sheena Easton, szkocka piosenkarka, aktorka
  - Andrew Z. Fire, amerykański patolog, genetyk, wykładowca akademicki, laureat Nagrody Nobla
  - Tomasz Kapitaniak, polski profesor nauk technicznych
  - Milica Pejanović-Đurišić, czarnogórska polityk, dyplomatka
  - Grażyna Rygał, polska matematyk, wykładowczyni akademicka
  - Franc Šuštar, słoweński duchowny katolicki, biskup pomocniczy lublański
- 1960:
  - Bogdan Daras, polski zapaśnik (zm. 2025)
  - Stanisław Dziuba, polski duchowny katolicki, biskup diecezji Umzimkulu w Południowej Afryce
  - Cezary Kowalczuk, polski montażysta filmowy
  - Wanda Zwinogrodzka, polska krytyk teatralna, urzędniczka państwowa
- 1961 – Karl Alpiger, szwajcarski narciarz alpejski
- 1962:
  - Rusłan Ałchanow, rosyjski funkcjonariusz milicji, polityk narodowości czeczeńskiej
  - Rachel Caine, amerykańska pisarka (zm. 2020)
  - Ángel Comizzo, argentyński piłkarz, bramkarz, trener
  - Wałentyna Czepiha, ukraińska kulturystka
  - Schae Harrison, amerykańska aktorka
  - James LeGros, amerykański aktor
  - Edvard Moser, norweski neurofizjolog, laureat Nagrody Nobla
  - PattiSue Plumer, amerykańska lekkoatletka, biegaczka średnio- i długodystansowa
  - Seppo Räty, fiński lekkoatleta, oszczepnik
  - Ryszard Tarasiewicz, polski piłkarz, trener
- 1963:
  - Russell T Davies, walijski scenarzysta i producent telewizyjny
  - Masaya Katō, japoński aktor
  - Aleksander Maksimow, rosyjski kompozytor, pianista, aranżer, producent muzyczny
  - Eduard Matwijczuk, ukraiński dziennikarz, polityk
  - Małgorzata Tlałka-Długosz, polska narciarka alpejska
  - Dorota Tlałka-Mogore, polska narciarka alpejska
  - Tomasz Witkowski, polski psycholog, publicysta, pisarz
- 1964:
  - Daniel Fernández Torres, portorykański duchowny katolicki, biskup Arecibo
  - Kelvin Graham, australijski kajakarz
  - Peter Paul Saldanha, indyjski duchowny katolicki, biskup Mangalore
  - Lisa Wilcox, amerykańska aktorka
- 1965:
  - Courtenay Becker-Dey, amerykańska żeglarka sportowa
  - Anna Chancellor, brytyjska aktorka
  - Piotr Chmielowski, polski przedsiębiorca, polityk, poseł na Sejm RP
  - Alvis Hermanis, łotewski aktor, reżyser teatralny
  - Robert Kowalski, polski aktor
  - Kumiko Nishihara, japońska aktorka głosowa
  - Marcin Zaborowski, polski politolog, wykładowca akademicki
- 1966:
  - Katarzyna Grabacka, polska koszykarka
  - Jigal Jasinow, izraelski polityk
  - Piotr Kokosiński, polski muzyk, producent muzyczny i operator dźwięku (zm. 2016)
  - Paweł Machcewicz, polski historyk, wykładowca akademicki
  - Wjaczesław Ołejnyk, ukraiński zapaśnik
  - Agnès Philippe, francuska judoczka
  - Matt Reeves, amerykański reżyser, scenarzysta i producent filmowy
  - Orazio Schillaci, włoski lekarz, polityk
  - Yoshihiro Togashi, japoński mangaka
  - Tray Deee, amerykański raper
  - Marco Werner, niemiecki kierowca wyścigowy
  - Jan Miłosz Zarzycki, polski dyrygent
- 1967:
  - Howard Davis, jamajski lekkoatleta, sprinter
  - Bridgette Gordon, amerykańska koszykarka, trenerka
  - Maciej Staniecki, polski kompozytor, producent muzyczny
  - Erik Thomson, australijsko-nowozelandzki aktor pochodzenia szkockiego
  - Wilhelm-Aleksander, król Holandii
- 1968:
  - Marius Biegai, meksykański aktor pochodzenia polskiego
  - Béla Illés, węgierski polityk
  - Cristian Mungiu, rumuński reżyser, scenarzysta i producent filmowy
  - Knut Reinhardt, niemiecki piłkarz, trener
  - Darius Ruželė, litewski szachista
  - Dejan Vukićević, czarnogórski piłkarz, trener
- 1969:
  - Cory Booker, amerykański polityk, senator
  - Grahame Cheney, australijski bokser
  - Maciej Gładysz, polski gitarzysta rockowy
  - Brett Steven, nowozelandzki tenisista
- 1970:
  - Gianfranco Contri, włoski kolarz szosowy
  - Rusty Cooley, amerykański gitarzysta rockowy, kompozytor
  - Tomasz Demkowicz, polski hokeista
- 1971:
  - John Collins, australijski basista, członek zespołu Powderfinger
  - Małgorzata Kożuchowska, polska aktorka
  - Łukasz (Wołczkow), rosyjski biskup prawosławny
- 1972:
  - Katarzyna Duczmal, polska koszykarka
  - Chen Weixing, austriacki tenisista stołowy pochodzenia chińskiego
  - Silvia Farina Elia, włoska tenisistka
  - David Lascher, amerykański aktor
  - Maura West, amerykańska aktorka
- 1973:
  - Sharlee D’Angelo, szwedzki basista, członek zespołów: Mercyful Fate, Arch Enemy, Witchery, Spiritual Beggars i Black Earth
  - Joaquim Ferreira, portugalski rugbysta, trener
  - Sébastien Lareau, kanadyjski tenisista
  - Tatiana Stachak, polska gitarzystka, kompozytorka, pedagog
- 1974:
  - Tyrone Barksdale, amerykański koszykarz
  - Joseph Millson, brytyjski aktor
  - Yvonne Mitchell, australijska judoczka
  - Witalij Telwak, ukraiński historyk, wykładowca akademicki
  - Ion Testemițanu, mołdawski piłkarz
  - Aleksandr Toczilin, rosyjski piłkarz, trener
- 1975:
  - Alberto, brazylijski piłkarz
  - Sylwia Bielawska, polska bibliolog, działaczka samorządowa, polityk, poseł na Sejm RP
  - Kazuyoshi Funaki, japoński skoczek narciarski
  - Zendon Hamilton, amerykański koszykarz
  - Koopsta Knicca, amerykański raper (zm. 2015)
  - Krzysztof Kukulski, polski piłkarz
  - Francesco Lepre, włoski judoka
  - Stanisław Longawa, polski polityk, samorządowiec, wicemarszałek dolnośląski, wójt gminy Kłodzko
  - Mirosław Miozga, polski futsalista
  - Rocca, francuski raper pochodzenia kolumbijskiego
  - Jarosław Sieczka, polski piłkarz ręczny
  - Cristian Solimeno, brytyjski aktor, scenarzysta i reżyser filmowy pochodzenia włosko-irlandzkiego
  - Łukasz Wybieralski, polski hokeista na trawie
- 1976:
  - Ewa Baum, polska bioetyk, profesor nauk medycznych
  - Isobel Campbell, szkocka piosenkarka, wiolonczelistka, kompozytorka
  - Sally Hawkins, brytyjska aktorka
  - Claus Bech Jørgensen, farerski piłkarz
  - Leoš Mareš, czeski muzyk, prezenter radiowy i telewizyjny
  - Walter Pandiani, urugwajski piłkarz
  - Roel Paulissen, belgijski kolarz górski
  - Olaf Tufte, norweski wioślarz
- 1977:
  - Felip Ortiz, hiszpański piłkarz, bramkarz
  - Tomasz Sokołowski, polski piłkarz
- 1978:
  - Pinar Atalay, niemiecka dziennikarka i prezenterka radiowo-telewizyjna pochodzenia tureckiego
  - Valeriu Catînsus, mołdawski piłkarz
  - Karina Elstrom, amerykańska lekkoatletka, tyczkarka
  - Jakub Janda, czeski skoczek narciarski, polityk
  - Łukasz Płoszajski, polski aktor
  - Ołeh Tymczenko, ukraiński hokeista
- 1979:
  - Hocine Achiou, algierski piłkarz
  - Marta Najfeld, polska szybowniczka
  - Chiara Negrini, włoska siatkarka
  - Siarhiej Nowikau, białoruski biathlonista
- 1980:
  - Sybille Bammer, austriacka tenisistka
  - Gunta Baško, łotewska koszykarka
  - Christian Lara, ekwadorski piłkarz
  - Piotr Zychowicz, polski historyk, dziennikarz
- 1981:
  - Dang Ye-seo, południowokoreańska tenisistka stołowa
  - Fabrizio Faniello, maltański piosenkarz
  - Alik Haýdarow, turkmeński piłkarz
  - Sandy Mölling, niemiecka prezenterka, tancerka, aktorka, wokalistka, członkini zespołu No Angels
- 1982:
  - Boldizsár Bodor, węgierski piłkarz
  - Dan Černý, czeski autor komiksów, ilustrator, animator, muzyk
  - Moajad Abu Keszek, jordański piłkarz
  - Satomi Kubokura, japońska lekkoatletka, płotkarka
  - Paweł Smirnow, rosyjski szachista
  - Estefanía Torres Martínez, hiszpańska pedagog, polityk, eurodeputowana
- 1983:
  - Óscar Figueroa, kolumbijski sztangista
  - Ben Hogestyn, amerykański aktor
- 1984:
  - Agnieszka Dyk, polska wokalistka, członkini zespołu Brathanki
  - Serhij Ferenczak, ukraiński piłkarz (zm. 2021)
  - Fabien Gilot, francuski pływak
  - Hannes Þór Halldórsson, islandzki piłkarz, bramkarz
  - Wirjinia Krawarioti, grecka żeglarka sportowa
  - Félix Rodríguez, nikaraguański piłkarz
  - Eva Simons, holenderska piosenkarka
  - Patrick Stump, amerykański gitarzysta, wokalista, kompozytor, członek zespołu Fall Out Boy
- 1985:
  - Anita Asante, brytyjska piłkarka, trenerka pochodzenia ghańskiego
  - Jon Howard, amerykański producent muzyczny, gitarzysta, klawiszowiec, wokalista, autor tekstów
  - Meselech Melkamu, etiopska lekkoatletka, biegaczka długodystansowa
  - Paweł Miesiąc, polski żużlowiec
  - Jeff Segal, amerykański kierowca wyścigowy
  - Horacio Zeballos, argentyński tenisista
- 1986:
  - Dariusz Batek, polski kolarz górski i szosowy
  - Paweł Kikowski, polski koszykarz
  - Karolina Kominek, polska aktorka
  - Ełena Risteska, macedońska piosenkarka
  - Dinara Safina, rosyjska tenisistka pochodzenia tatarskiego
- 1987:
  - Jonathan Castroviejo, hiszpański kolarz szosowy
  - Maxime De Zeeuw, belgijski koszykarz
  - Alexandra Lacrabère, francuska piłkarka ręczna
  - Ilombe Mboyo, belgijski piłkarz pochodzenia kongijskiego
  - William Moseley, brytyjski aktor
  - Emma Taylor-Isherwood, kanadyjska aktorka
- 1988:
  - Sezer Akgül, turecki zapaśnik
  - Bakary Koné, burkiński piłkarz
  - Haruka Ueda, japońska pływaczka
  - Siemion Warłamow, rosyjski hokeista, bramkarz
- 1989:
  - Lars Bender, niemiecki piłkarz
  - Sven Bender, niemiecki piłkarz
  - Ałan Chugajew, rosyjski zapaśnik
  - Katy Curd, brytyjska kolarka górska
  - Martha Hunt, amerykańska modelka
- 1990:
  - Robin Bengtsson, szwedzki piosenkarz
  - Pawieł Karielin, rosyjski skoczek narciarski (zm. 2011)
  - Martin Kelly, angielski piłkarz
- 1991:
  - Marco Grigoli, szwajcarski skoczek narciarski
  - Lara Gut-Behrami, szwajcarska narciarka alpejska
  - Laura Sogar, amerykańska pływaczka
  - Gieorgij Szczennikow, rosyjski piłkarz
- 1992:
  - Adam Bartoš, czeski siatkarz
  - Mitchell Creek, australijski koszykarz
  - Allison Iraheta, amerykańska piosenkarka pochodzenia salwadorskiego
- 1993:
  - Calaum Jahraldo-Martin, piłkarz z Antigui i Barbudy
  - Li Yajun, chińska sztangistka
  - Ewa Żak, polska siatkarka
- 1994:
  - Li Yanan, chińska judoczka
  - Yu Miyahara, japońska zapaśniczka
  - Nacho Monsalve, hiszpański piłkarz
  - Corey Seager, amerykański baseballista
  - Willy Semedo, kabowerdeński piłkarz
  - Ołeksandr Wasyljew, ukraiński piłkarz
- 1995:
  - Saîf-Eddine Khaoui, tunezyjski piłkarz
  - Nick Kyrgios, australijski tenisista pochodzenia grecko-malezyjskiego
  - Paddy McNair, północnoirlandzki piłkarz
- 1996:
  - Darthe Capellan, kanadyjski zapaśnik
  - Julian Jasinski, niemiecki koszykarz pochodzenia polskiego
  - Niko Mikkola, fiński hokeista
  - Brendan Perlini, kanadyjski hokeista
  - Kristina Riezcowa, rosyjska biathlonistka
  - Jindřich Staněk, czeski piłkarz, bramkarz
- 1997:
  - Livio Loi, belgijski motocyklista wyścigowy
  - Josh Onomah, angielski piłkarz pochodzenia nigeryjskiego
  - Lucas Rodríguez, argentyński piłkarz
  - Harold Tejada, kolumbijski kolarz szosowy i torowy
- 1998:
  - Jakob Egholm, duński kolarz szosowy
  - Javier González, gwatemalski piłkarz
  - Aleksander Olkowski, polski piłkarz ręczny
  - Cristian Romero, argentyński piłkarz
  - Richard Župa, słowacki piłkarz
- 1999:
  - Mathilde Gros, francuska kolarka torowa
  - Piotr Pyrdoł, polski piłkarz
  - Christopher Rahming, bahamski piłkarz
  - Alessandro Sibilio, włoski lekkoatleta, sprinter i płotkarz
- 2000:
  - David Beckmann, niemiecki kierowca wyścigowy
  - Alfred Canales, chilijski piłkarz
  - Heitor, brazylijski piłkarz
  - Emanuela Liuzzi, włoska zapaśniczka
  - Anne Poupinet, francuska szablistka
- 2001:
  - Flavius Daniliuc, austriacki piłkarz pochodzenia rumuńskiego
  - Gonzalo Luján, argentyński piłkarz
  - Anastasija Sidielnikowa, rosyjska zapaśniczka
  - Fran Stenson, angielska piłkarka, bramkarka
  - Władysław Szczurow, ukraiński siatkarz
- 2002:
  - Rubin Colwill, walijski piłkarz
  - Anthony Elanga, szwedzki piłkarz pochodzenia kameruńskiego
- 2003 – Zidane Iqbal, iracki piłkarz
- 2005 – Mathys Tel, francuski piłkarz pochodzenia gwadelupskiego
- 2006:
  - 27.Fuckdemons, polski raper, piosenkarz, autor tekstów
  - Juan Giménez, argentyński piłkarz

## Zmarli
- 1272 – Zyta z Lukki, włoska święta (ur. ok. 1218)
- 1304 – Piotr Armengol, hiszpański duchowny katolicki, święty (ur. 1238)
- 1321 – Niccolò Alberti, włoski duchowny katolicki, biskup Spoleto, kardynał (ur. 1250)
- 1353 – Siemion Dumny, wielki książę moskiewski, wielki książę włodzimierski (ur. 1316)
- 1386 – Leonor Teles de Menezes, królowa Portugalii (ur. 1350)
- 1404 – Filip II Śmiały, książę Burgundii (ur. 1342)
- 1458 – Eryk z Hoya, niemiecki duchowny katolicki, administrator biskupstwa Osnabrück, biskup (antybiskup) Münsteru (ur. 1410)
- 1486 – Liborius von Schlieben, niemiecki duchowny katolicki, biskup lubuski (ur. ?)
- 1463 – Izydor, metropolita kijowski i całej Rusi (ur. ok. 1385)
- 1488 – Bolesław V, książę warszawski (ur. ok. 1453)
- 1490 – Jakub z Bitetto, włoski franciszkanin, błogosławiony (ur. 1400)
- 1511 – Jakub II z Badenii, niemiecki duchowny katolicki, arcybiskup Trewiru, książę-elektor Rzeszy (ur. 1471)
- 1521 – Ferdynand Magellan, portugalski żeglarz w służbie hiszpańskiej, odkrywca, podróżnik (ur. 1480)
- 1522 – Arnold von Winkelried, szwajcarski żołnierz (ur. ?)
- 1539 – Stanisław Oleśnicki, polski duchowny katolicki, biskup poznański, sekretarz królewski (ur. 1469)
- 1565 – Katarzyna z Czarnogóry, serbsko-chorwacka tercjarka dominikańska, mistyczka, błogosławiona (ur. 1493)
- 1584 – Mikołaj Radziwiłł Rudy, hetman wielki litewski (ur. 1512)
- 1605 – Leon XI, papież (ur. 1535)
- 1630 – Jakub Ambrosius, polski pedagog, kantor luterański (ur. ok. 1590)
- 1656:
  - Jan van Goyen, holenderski malarz (ur. 1596)
  - Gerrit van Honthorst, holenderski malarz, rysownik (ur. 1592)
- 1678 – Mikołaj Roland, francuski duchowny katolicki, błogosławiony (ur. 1642)
- 1682 – Tetsugen Dōkō, japoński mistrz zen (ur. 1630)
- 1694 – Jan Jerzy IV Wettyn, elektor Saksonii (ur. 1668)
- 1695 – John Trenchard, angielski posiadacz ziemski, polityk (ur. 1649)
- 1702 – Jean Bart, francuski admirał pochodzenia flamandzkiego (ur. 1650)
- 1706 – Bernard I, książę Saksonii-Meiningen (ur. 1649)
- 1710 – Marcello Durazzo, włoski kardynał (ur. 1634)
- 1728 – Jan Antoni Radomicki, polski szlachcic, polityk (ur. 1690)
- 1776 – Simone Buonaccorsi, włoski kardynał (ur. 1708)
- 1782:
  - John Campbell, brytyjski arystokrata, dowódca wojskowy (ur. 1705)
  - William Talbot, brytyjski arystokrata, polityk (ur. 1710)
- 1783:
  - Jędrzej Krupiński, polski anatom (ur. 1744)
  - Giuseppe Pozzobonelli, włoski duchowny katolicki, arcybiskup Mediolanu, kardynał (ur. 1696)
- 1794:
  - James Bruce, brytyjski podróżnik, pisarz (ur. 1730)
  - William Jones, brytyjski filolog, językoznawca (ur. 1746)
- 1799 – Maximilien Caffarelli, francuski generał (ur. 1756)
- 1800 – Jewstigniej Fomin, rosyjski kompozytor (ur. 1761)
- 1801 – Jakub Yun Yu-o, koreański męczennik i błogosławiony katolicki (ur. ?)
- 1802 – Jean Antoine Rossignol, francuski generał, rewolucjonista (ur. 1759)
- 1810 – François Cabarrus, francuski finansista, polityk (ur. 1752)
- 1813 – Zebulon Pike, amerykański wojskowy, podróżnik, odkrywca (ur. 1779)
- 1818 – John Barker Church, brytyjski przedsiębiorca, polityk (ur. 1748)
- 1824 – William Kerr, brytyjski arystokrata, polityk (ur. 1763)
- 1825 – Dominique Vivant Denon, francuski baron, podróżnik, archeolog, egiptolog, dyplomata (ur. 1747)
- 1831 – Karol Feliks, król Sardynii (ur. 1765)
- 1845 – Aleksander Colonna-Walewski, polski polityk (ur. 1778)
- 1849 – John Tolley Hood Worthington, amerykański polityk (ur. 1788)
- 1852 – Leopold Eysymont, polski ziemianin, kapitan, pisarz (ur. 1781)
- 1854 – Stanisław Dekowski, polski duchowny katolicki, biskup pomocniczy chełmiński, tłumacz (ur. 1785)
- 1871 – Sigismund Thalberg, austriacki pianista, kompozytor (ur. 1812)
- 1874 – Pietro Mongini, włoski śpiewak operowy (tenor) (ur. 1828)
- 1877 – Antonio Corazzi, włoski architekt (ur. 1792)
- 1882 – Ralph Waldo Emerson, amerykański pisarz, poeta, eseista (ur. 1803)
- 1886 – Eugène Isabey, francuski malarz, litograf (ur. 1803)
- 1892 – Eduard August von Regel, niemiecki botanik, ogrodnik (ur. 1815)
- 1893:
  - John Ballance, nowozelandzki polityk, premier Nowej Zelandii (ur. 1839)
  - Józef Marek Stadnicki, polski ziemianin, działacz niepodległościowy, zesłaniec (ur. 1816)
- 1895 – Lucjan Rydel, polski okulista (ur. 1833)
- 1900 – Albert Wilczyński, polski humorysta (ur. 1829)
- 1901 – Károly Laufenauer, węgierski psychiatra, wykładowca akademicki (ur. 1848)
- 1902 – Julius Sterling Morton, amerykański polityk (ur. 1932)
- 1904 – Mychajło Starycki, ukraiński prozaik, poeta, dramaturg (ur. 1840)
- 1905 – Heinrich Nitschmann, niemiecki poeta, muzyk, znawca i tłumacz literatury polskiej (ur. 1926)
- 1907:
  - Thomas Satterwhite Noble, amerykański malarz, pedagog (ur. 1835)
  - Arousiak Papazian, ormiańska aktorka (ur. 1841)
- 1909 – Heinrich Conried, amerykański działacz teatralny (ur. 1855)
- 1912 – Jules Bonnot, francuski anarchista (ur. 1876)
- 1915:
  - William Barnard Rhodes-Moorhouse, brytyjski pilot sportowy i wojskowy (ur. 1887)
  - Aleksandr Skriabin, rosyjski kompozytor, pianista (ur. 1872)
- 1916:
  - Kazimierz Sarnowski, polski aktor, dyrektor teatrów (ur. 1854)
  - Sheng Xuanhuai, chiński przedsiębiorca, polityk (ur. 1844)
- 1918:
  - Jan Preisler, czeski malarz, ilustrator, pedagog (ur. 1872)
  - Oskar Troplowitz, niemiecki farmacueta, wynalazca pochodzenia żydowskiego (ur. 1863)
- 1919 – Maria Antonia Bandres, hiszpańska zakonnica, błogosławiona (ur. 1898)
- 1920 – Mieczysław Ankiewicz, polski podchorąży (ur. 1889)
- 1925 – Gustav Behrend, niemiecki dermatolog, wenerolog, wykładowca akademicki (ur. 1847)
- 1929 – Franz Keibel, niemiecki anatom, embriolog, wykładowca akademicki (ur. 1861)
- 1930 – Jadwiga Łubieńska, polska rzeźbiarka (ur. 1852)
- 1932:
  - Hart Crane, amerykański poeta (ur. 1899)
  - Max Rubner, niemiecki fizjolog, wykładowca akademicki (ur. 1854)
  - Marcjan Żórawski, polski weterynarz, wykładowca akademicki (ur. 1848)
- 1933 – Franciszek Salezy Matwijkiewicz, polski duchowny katolicki, działacz społeczny (ur. 1851)
- 1935:
  - Ludwik Hammerling, polski ziemianin, przedsiębiorca, polityk, senator RP pochodzenia żydowskiego (ur. 1874)
  - Konstantin Tomow, bułgarski prawnik, polityk (ur. 1888)
- 1936 – Karl Pearson, brytyjski matematyk, statystyk, wykładowca akademicki  (ur. 1857)
- 1937:
  - Antonio Gramsci, włoski pisarz, historyk, filozof i teoretyk marksistowski, polityk (ur. 1891)
  - Theodoor Hendrik van de Velde, holenderski ginekolog, seksuolog (ur. 1872)
- 1938 – Edmund Husserl, niemiecki matematyk, filozof, wykładowca akademicki pochodzenia żydowskiego (ur. 1859)
- 1939 – Edward Angus Burt, amerykański mykolog, wykładowca akademicki (ur. 1859)
- 1940:
  - Pawieł Gołowin, radziecki pułkownik pilot (ur. 1909)
  - Tadeusz Jankowski, polski historyk, podporucznik (ur. 1905)
  - Aleksander Konarski, polski rotmistrz (ur. 1886)
  - Karol Stanisław Szymański, polski psychiatra, podporucznik (ur. 1895)
- 1941:
  - Marian Batko, polski pedagog (ur. 1901)
  - Konstandinos Kukidis, grecki żołnierz, bohater narodowy (ur. ?)
- 1942:
  - Kazys Binkis, litewski poeta, dramaturg (ur. 1893)
  - Heinrich Burger, niemiecki łyżwiarz figurowy (ur. 1881)
  - Emil von Sauer, niemiecki pianista, kompozytor (ur. 1862)
- 1943:
  - Dawid Hochberg, żydowski działacz ruchu oporu w getcie warszawskim (ur. 1925)
  - Michaił Stakun, radziecki polityk (ur. 1893)
  - Leja Szyfman, żydowska działaczka ruchu oporu w getcie warszawskim (ur. 1922)
- 1944:
  - Husein Miljković, jugosłowiański działacz komunistyczny, dowódca partyzancki (ur. 1905)
  - Dmitrij Smirnow, rosyjski śpiewak operowy (tenor) (ur. 1882)
- 1945 – Max Blancke, niemiecki funkcjonariusz i zbrodniarz nazistowski (ur. 1909)
- 1950:
  - H. Bonciu, rumuńsko-mołdawski poeta, prozaik, tłumacz (ur. 1893)
  - Karel Koželuh, czeski tenisista, piłkarz, hokeista (ur. 1895)
  - Ted Ranken, brytyjski strzelec sportowy (ur. 1875)
  - Karl Straube, niemiecki organista kościelny, dyrygent chóralny (ur. 1873)
- 1951:
  - Franciszek Bałaszeskul, polski pułkownik lekarz (ur. 1888)
  - Driekske van Bussel, holenderski łucznik (ur. 1868)
- 1952:
  - Guido Castelnuovo, włoski matematyk, wykładowca akademicki, polityk (ur. 1865)
  - Kazimierz Gołba, polski pisarz (ur. 1904)
- 1953 – Franciszek Faix, polski pułkownik piechoty (ur. 1896)
- 1954:
  - Antoni Bolesław Dobrowolski, polski geofizyk, morfolog, podróżnik (ur. 1872)
  - Thorvald Ellegaard, duński kolarz torowy (ur. 1877)
  - Leon Tuhan-Baranowski, polski szachista, problemista, dziennikarz, pisarz (ur. 1907)
- 1955 – Piotr Bogdanowicz, radziecki generał major (ur. 1898)
- 1957:
  - Paweł Garapich, polski prawnik, urzędnik państwowy, wojewoda łódzki i lwowski (ur. 1882)
  - Jules Jeanneney, francuski polityk (ur. 1869)
  - Paweł Owerłło, polski aktor, reżyser, tancerz (ur. 1869)
- 1958:
  - Lucjan Ballenstedt, polski inżynier, konstruktor mostów, wykładowca akademicki (ur. 1881)
  - Michel Rasquin, luksemburski dziennikarz, polityk (ur. 1899)
- 1959:
  - Henryk Maria Fukier, polski przedsiębiorca (ur. 1886)
  - William Fielding Ogburn, amerykański socjolog i statystyk (ur. 1886)
- 1960 – Leon Bączkiewicz, polski podpułkownik dyplomowany piechoty (ur. 1888)
- 1961:
  - Roy Del Ruth, amerykański reżyser filmowy (ur. 1893)
  - Tadeusz Mścisław Dymowski, polski ekonomista, polityk, poseł na Sejm RP (ur. 1885)
- 1962:
  - Zeke Meyer, amerykański kierowca wyścigowy (ur. 1892)
  - Arthur Rahn, niemiecki pilot wojskowy, as myśliwski (ur. 1897)
- 1963 – Paula Wężyk, polska poetka, publicystka, działaczka społeczna (ur. 1876)
- 1964 – Georg Britting, niemiecki prozaik, poeta (ur. 1891)
- 1965:
  - Hambarcum Beknazarian, ormiański aktor, reżyser i scenarzysta filmowy (ur. 1892)
  - Edward R. Murrow, amerykański dziennikarz, korespondent wojenny (ur. 1908)
- 1966:
  - Heinrich Kühle, niemiecki duchowny i teolog katolicki, wykładowca akademicki (ur. 1895)
  - Bronisław Kuśnierz, polski prawnik, polityk, poseł na Sejm RP, minister sprawiedliwości na uchodźstwie (ur. 1883)
- 1968:
  - Wasilij Ażajew, rosyjski pisarz (ur. 1915)
  - Edward Csató, polski eseista, historyk i krytyk teatralny (ur. 1915)
  - Anton Olsen, norweski strzelec sportowy (ur. 1887)
- 1969:
  - René Barrientos Ortuño, boliwijski wojskowy, polityk, prezydent Boliwii (ur. 1919)
  - Erkki Kataja, fiński lekkoatleta, tyczkarz (ur. 1924)
  - Roman Smal-Stocki, ukraiński językoznawca, wykładowca akademicki, dyplomata, polityk (ur. 1893)
- 1970:
  - Janina Matylda Gajdzianka, polska tancerka baletowa (ur. 1927)
  - Ilmari Kianto, fiński pisarz (ur. 1874)
  - Nikoła Nedew, bułgarski generał major, polityk (ur. 1886)
- 1971 – Lino Cappiello, włoski franciszkanin, prawnik, Kustosz Ziemi Świętej (ur. 1919)
- 1972:
  - Otto Heinrich von der Gablentz, niemiecki politolog, działacz antynazistowski (ur. 1898)
  - Kwame Nkrumah, ghański polityk, premier i prezydent Ghany (ur. 1909)
- 1973 – Carlos Menditéguy, argentyński kierowca wyścigowy, gracz polo (ur. 1914)
- 1974:
  - Konstantin Gubin, radziecki dziennikarz, polityk (ur. 1897)
  - Ludwik Lichodziejewski, polski komandor porucznik (ur. 1904)
  - Lajos Szigeti, węgierski bokser (ur. 1906)
  - Jan Weinstein, polski prawnik, działacz emigracyjny (ur. 1903)
- 1975:
  - Fachmutdin Chodżajew, radziecki polityk (ur. 1915)
  - Władysław Smolarski, polski pułkownik dyplomowany artylerii, działacz niepodległościowy (ur. 1895)
  - Aleksandr Tarasow, radziecki polityk (ur. 1911)
- 1976:
  - Carlos Villarías, hiszpański aktor (ur. 1892)
  - Józef Werobej, polski generał brygady (ur. 1890)
- 1977:
  - Scott Bradley, amerykański kompozytor, pianista, dyrygent (ur. 1891)
  - Mauro Racca, włoski szablista (ur. 1912)
  - Włodzimierz Tiunin, polski malarz, pedagog (ur. 1915)
- 1978:
  - John Doeg, amerykański tenisista (ur. 1908)
  - Zbigniew Specylak, polski kapitan artylerii, oficer AK, cichociemny (ur. 1912)
- 1979:
  - Celal Atik, turecki zapaśnik (ur. 1920)
  - Jerzy Landsberg, polski kierowca rajdowy (ur. 1940)
  - Willibald Schmaus, austriacko-niemiecki piłkarz (ur. 1912)
- 1980:
  - Mario Bava, włoski reżyser, scenarzysta i operator filmowy (ur. 1914)
  - Antoni Głowacki, polski podpułkownik pilot, as myśliwski (ur. 1910)
- 1981:
  - Stefan Durmaj, polski bibliotekarz, działacz kulturalno-oświatowy (ur. 1912)
  - Maurice d’Haese, belgijski pisarz (ur. 1919)
- 1982:
  - Skënder Luarasi, albański pisarz, dziennikarz, działacz narodowy (ur. 1900)
  - Tom Tully, amerykański aktor (ur. 1908)
  - Woo Bum-kon, południowokoreański policjant, masowy morderca (ur. 1955)
- 1983:
  - Zdzisław Filipkiewicz, polski koszykarz (ur. 1916)
  - José Iraragorri, hiszpański piłkarz, trener narodowości baskijskiej (ur. 1912)
- 1986:
  - Josef Allen Hynek, amerykański astronom, ufolog (ur. 1910)
  - Eduard Imhof, szwajcarski kartograf, alpinista, podróżnik (ur. 1895)
- 1987 – Gioacchino Colombo, włoski inżynier, projektant silników (ur. 1903)
- 1988 – Walerij Legasow, rosyjski chemik (ur. 1936)
- 1989:
  - Leopold Buczkowski, polski pisarz, malarz, grafik, rzeźbiarz (ur. 1905)
  - Kōnosuke Matsushita, japoński przedsiębiorca (ur. 1894)
- 1990:
  - Mieczysław Mietkowski, polski polityk komunistyczny, związkowiec, generał brygady bezpieczeństwa publicznego pochodzenia żydowskiego (ur. 1903)
  - Malwa Singh, indyjski zapaśnik (ur. 1846)
- 1991 – Elżbieta Szemplińska-Sobolewska, polska pisarka, poetka (ur. 1909)
- 1992:
  - Enrique Bolaños Quesada, kostarykański duchowny katolicki, biskup Alajueli (ur. 1907)
  - Jerzy Domiński, polski prawnik, działacz społeczny, polityk, poseł do Krajowej Rady Narodowej i na Sejm Ustawodawczy (ur. 1908)
  - Olivier Messiaen, francuski kompozytor, organista, pedagog (ur. 1908)
- 1993:
  - Patrick Banda, zambijski piłkarz (ur. 1974)
  - David Chabala, zambijski piłkarz, bramkarz (ur. 1960)
  - Whiteson Changwe, zambijski piłkarz (ur. 1964)
  - Wisdom Mumba Chansa, zambijski piłkarz (ur. 1964)
  - Moses Chikwalakwala, zambijski piłkarz (ur. 1969)
  - Godfrey Chitalu, zambijski piłkarz, trener (ur. 1947)
  - Alex Chola, zambijski piłkarz, trener (ur. 1956)
  - Samuel Chomba, zambijski piłkarz (ur. 1964)
  - Kazimierz Grzybowski, polski prawnik, sowietolog, wykładowca akademicki (ur. 1907)
  - Godfrey Kangwa, zambijski piłkarz (ur. ?)
  - Herbert Ludat, niemiecki historyk, mediewista, wykładowca akademicki (ur. 1910)
  - Derby Makinka, zambijski piłkarz (ur. 1965)
  - Moses Masuwa, zambijski piłkarz (ur. 1971)
  - Eston Mulenga, zambijski piłkarz (ur. 1967)
  - Winter Mumba, zambijski piłkarz (ur. ?)
  - Kelvin Mutale, zambijski piłkarz (ur. 1969)
  - Richard Mwanza, zambijski piłkarz, bramkarz (ur. 1959)
  - Numba Mwila, zambijski piłkarz (ur. 1972)
  - Timothy Mwitwa, zambijski piłkarz (ur. 1968)
  - Kenan Simambe, zambijski piłkarz (ur. ?)
  - John Soko, zambijski piłkarz (ur. 1968)
  - Robert Watiyakeni, zambijski piłkarz (ur. ?)
- 1994:
  - Lorenzo De Vitto, włoski prawnik, samorządowiec, polityk, eurodeputowany (ur. 1925)
  - Wasilis Gulandris, grecki przedsiębiorca, armator, filantrop, kolekcjoner dzieł sztuki (ur. 1913)
  - Hans Wilhelm Haussig, niemiecki historyk, orientalista, bizantynolog, wykładowca akademicki (ur. 1916)
- 1995:
  - Willem Frederik Hermans, holenderski pisarz (ur. 1921)
  - Wiesław Woźnicki, polski fizyk, wykładowca akademicki (ur. 1933)
- 1996:
  - Teresa Belczyńska, polska aktorka (ur. 1935)
  - William Colby, amerykański funkcjonariusz służb specjalnych (ur. 1920)
- 1997:
  - Jarosław Kalinowski, polski żużlowiec, zabójca (ur. 1969)
  - Dulce María Loynaz, kubańska poetka (ur. 1903)
  - Piotr Skrzynecki, polski reżyser, scearzysta, kierownik artystyczny, konferansjer kabaretu Piwnica pod Baranami (ur. 1930)
  - Peter Winch, brytyjski filozof (ur. 1926)
- 1998:
  - Dominique Aury, francuska pisarka, tłumaczka (ur. 1907)
  - Carlos Castaneda, peruwiański pisarz, antropolog, religioznawca (ur. 1925)
  - Marian Jakóbiec, polski pisarz, literaturoznawca (ur. 1910)
  - Nguyễn Văn Linh, wietnamski polityk komunistyczny, przywódca kraju (ur. 1915)
  - Witold Tumasz, białoruski emigracyjny historyk, działacz ruchu narodowego (ur. 1910)
- 1999:
  - Al Hirt, amerykański trębacz jazzowy (ur. 1922)
  - Rolf Landauer, niemiecko-amerykański fizyk pochodzenia żydowskiego (ur. 1927)
  - Iwan Pawłowski, radziecki generał armii, polityk (ur. 1909)
  - Johannes Wilhelm Peters, niemiecki związkowiec, polityk, eurodeputowany (ur. 1927)
  - Jerzy Zathey, polski historyk, rękopiśmiennik, bibliotekarz, wykładowca akademicki (ur. 1911)
- 2000:
  - Charles Boxer, brytyjski historyk (ur. 1904)
  - Lothar Herbst, polski poeta, krytyk literacki (ur. 1940)
- 2002 – Jakub Goldberg, polski reżyser filmowy (ur. 1924)
- 2003:
  - Peter Bowers, amerykański dziennikarz, pisarz (ur. 1918)
  - Dariusz Marciniak, polski piłkarz (ur. 1966)
- 2004 – Alejandro Ulloa, hiszpański aktor (ur. 1910)
- 2005:
  - Stanley Orme, brytyjski polityk (ur. 1923)
  - Marian Sawa, polski kompozytor (ur. 1937)
- 2006:
  - Wacław Latocha, polski kolarz torowy (ur. 1936)
  - Gösta Sandberg, szwedzki hokeista, piłkarz, trener (ur. 1932)
  - Julia Thorne, amerykańska pisarka (ur. 1944)
  - Janusz Wolniewicz, polski pisarz, reportażysta, podróżnik (ur. 1929)
- 2007:
  - Svatopluk Beneš, czeski aktor (ur. 1918)
  - Kiriłł Ławrow, rosyjski aktor (ur. 1925)
  - Mstisław Rostropowicz, rosyjski wiolonczelista, dyrygent (ur. 1927)
  - Zofia Stefanowska-Treugutt, polska historyk literatury (ur. 1926)
- 2009:
  - Miroslav Filip, czeski szachista (ur. 1928)
  - Feroz Khan, indyjski aktor (ur. 1939)
- 2010 – João Morais, portugalski piłkarz (ur. 1935)
- 2011:
  - Kazimierz Bryniarski, polski hokeista (ur. 1934)
  - Igor Kon, rosyjski socjolog, antropolog, filozof, seksuolog (ur. 1928)
  - Zdzisław Rutecki, polski żużlowiec, trener (ur. 1960)
  - David Wilkerson, amerykański pastor, pisarz (ur. 1931)
- 2012:
  - Andrzej Jakubiec, polski lekkoatleta, średniodystansowiec (ur. 1972)
  - Piotr Zajęcki, polski malarz, grafik, pedagog (ur. 1940)
- 2013:
  - Aída Bortnik, argentyńska scenarzystka filmowa (ur. 1938)
  - Anthony Byrne, irlandzki bokser (ur. 1930)
  - Janusz Kamiński, polski siatkarz, działacz sportowy (ur. 1933)
  - Ludomir Motylski, polski reżyser filmów dokumentalnych, dziennikarz (ur. 1928)
  - Joseph O’Connell, australijski duchowny katolicki, biskup pomocniczy Melbourne (ur. 1931)
  - Arthur O’Neill, amerykański duchowny katolicki, biskup Rockford (ur. 1917)
  - Eeva Ruoppa, fińska biegaczka narciarska (ur. 1932)
- 2014:
  - Vujadin Boškov, serbski piłkarz, trener (ur. 1931)
  - Vasco Graça Moura, portugalski prozaik, poeta, polityk (ur. 1942)
  - Andréa Parisy, francuska aktorka (ur. 1935)
  - Turhan Tezol, turecki koszykarz (ur. 1932)
- 2015:
  - Ludwik Dutkowski, polski wiceadmirał (ur. 1927)
  - Gene Fullmer, amerykański bokser (ur. 1931)
  - Zbigniew Kuderowicz, polski filozof, historyk, etyk, nauczyciel akademicki (ur. 1931)
  - Andrew Lesnie, australijski operator filmowy (ur. 1956)
  - Stanisław Olszewski, polski motocyklista wyścigowy (ur. 1948)
- 2016:
  - Wiktor Gawrikow, litewski szachista, trener (ur. 1957)
  - Zdzisław Grudzień, polski aktor (ur. 1931)
  - Julio Xavier Labayen, filipiński duchowny katolicki, prałat terytorialny Infanty (ur. 1926)
  - Zofia Morecka, polska ekonomistka (ur. 1919)
  - Jarosław Edward Wenderlich, polski prawnik, działacz opozycji antykomunistycznej (ur. 1948)
  - Jan Ząbczyński, polski piłkarz (ur. 1933)
- 2017:
  - Vito Acconci, amerykański architekt (ur. 1940)
  - Jan Flinik, polski hokeista na trawie (ur. 1932)
  - Mieczysław Gajda, polski aktor (ur. 1931)
  - Vinod Khanna, indyjski aktor, producent filmowy, polityk (ur. 1946)
- 2018:
  - Álvaro Arzú, gwatemalski polityk, prezydent Gwatemali (ur. 1946)
  - Paweł Waniorek, polski koszykarz (ur. 1947)
- 2019:
  - Barbara Baryżewska, polska aktorka (ur. 1939)
  - Negasso Gidada, etiopski historyk, polityk, minister, prezydent Etiopii (ur. 1943)
  - Jerzy Moes, polski aktor (ur. 1935)
  - Grzegorz Spyra, polski muzyk, kompozytor (ur. 1943)
- 2020:
  - Eavan Boland, irlandzka poetka (ur. 1944)
  - Robert Herbin, francuski piłkarz, trener (ur. 1939)
  - Mark McNamara, amerykański koszykarz (ur. 1959)
  - Marian Miśkiewicz, polski lekarz, polityk, minister zdrowia i opieki społecznej (ur. 1926)
  - Gidon Patt, izraelski polityk (ur. 1933)
  - Barbara Rosiek, polska psycholog kliniczna, poetka, pisarka (ur. 1959)
  - Dragutin Zelenović, serbski inżynier, naukowiec, polityk, premier Serbii (ur. 1928)
- 2021:
  - Nicholas Cheong Jin-suk, południowokoreański duchowny katolicki, biskup Cheongju, arcybiskup Seulu, kardynał (ur. 1931)
  - Miroslav Fryčer, czeski hokeista, trener i działacz hokejowy (ur. 1959)
  - Jan Gałecki, polski duchowny katolicki, biskup pomocniczy szczecińsko-kamieński (ur. 1932)
  - Imre Horváth, węgierski funkcjonariusz straży granicznej, polityk (ur. 1944)
  - Jarosław Zieliński, polski historyk, varsavianista (ur. 1958)
- 2022:
  - Carlos Amigo Vallejo, hiszpański duchowny katolicki, arcybiskup Tangeru i Sewilli, kardynał (ur. 1934)
  - Adam Lepa, polski duchowny katolicki, biskup pomocniczy łódzki (ur. 1939)
  - Bernard Pons, francuski lekarz, samorządowiec, polityk, minister transportu, eurodeputowany (ur. 1926)
- 2023:
  - Jean-Paul Costa, francuski prawnik, przewodniczący Europejskiego Trybunału Praw Człowieka (ETPC) (ur. 1941)
  - Dick Groat, amerykański baseballista, koszykarz (ur. 1930)
  - Jerry Springer, amerykański dziennikarz, prezenter telewizyjny, polityk, burmistrz Cincinnati (ur. 1944)
  - Wiktor Wysoczański, polski duchowny polskokatolicki, biskup diecezji warszawskiej, zwierzchnik Kościoła Polskokatolickiego w RP (ur. 1939)
- 2025:
  - Dick Barnett, amerykański koszykarz (ur. 1936)
  - Giuseppe Cavallotto, włoski duchowny katolicki, biskup Cuneo i Fossano (ur. 1940)
  - Cora Sue Collins, amerykańska aktorka (ur. 1927)
  - François-Xavier Villain, francuski prawnik, samorządowiec, polityk, mer Cambrai (ur. 1950)